# Malcolm Sargent
Harold Malcolm Watts Sargent (Ashford, 29 aprile 1895 – Londra, 3 ottobre 1967) è stato un direttore d'orchestra, organista e compositore britannico, universalmente riconosciuto come maggior direttore britannico di opere corali..
Nella sua lunga carriera è stato direttore principale delle seguenti orchestre: Balletti russi, Royal Choral Society, D'Oyly Carte Opera Company, London Philharmonic, Hallé Orchestra, Royal Liverpool Philharmonic Orchestra, BBC Symphony Orchestra e Royal Philharmonic. Come direttore principale del festival estivo londinese the Proms, dal 1948 al 1967, è stato ritenuto fra i migliori direttori britannici. Fu molto familiare al grande pubblico per le sue frequenti apparizioni alla BBC e per la sua venerazione delle opere di Gilbert e Sullivan di cui realizzò delle incisioni discografiche delle Savoy Opera, considerate come riferimento.

## Biografia
Sargent nacque in una famiglia di modeste origini. Suo padre era un venditore di carbone, musicista dilettante ed organista presso la chiesa del paese. La madre era la patronessa della scuola locale. Egli studiò organo a Stamford, dove cantò nel coro della Cattedrale di Peterborough. All'età di 14 anni eseguì l'accompagnamento musicale per una recita dilettantistica de The Gondoliers e The Yeomen of the Guard a Stamford. A 16 anni ottenne il diploma di organista e a 18 si laureò in musica alla University of Durham.
Sargent fu organista nella Chiesa di St. Mary a Melton Mowbray dal 1914 al 1924, ad eccezione per un periodo di otto mesi in cui prestò la sua opera come soldato durante la prima guerra mondiale. Egli fu scelto fra oltre 150 concorrenti al posto di organista. Nello stesso tempo lavorò a molti progetti musicali nelle città di Leicester, Melton Mowbray e Stamford, occupandosi della produzione e della direzione d'orchestra nella rappresentazione delle opere di Gilbert e Sullivan con delle compagnie di dilettanti. Il principe di Galles futuro re Edoardo VIII d'Inghilterra ed il suo seguito, spesso a caccia nel territorio di Lincoln, assistevano normalmente, anche con altri membri della famiglia reale, alle rappresentazioni delle Savoy Opera. All'età di 24 anni, Sargent divenne il più giovane dottore in musica laureandosi presso l'Università di Durham.
Il suo colpo di fortuna l'ebbe quando il direttore d'orchestra Sir Henry Wood venne alla De Montfort Hall a Leicester con la Queen's Hall orchestra. Com'era usanza commissionò un pezzo a Sargent intitolato Impression on a Windy Day. Sargent completò il lavoro troppo tardi affinché Wood potesse leggerlo prima dell'esecuzione e pertanto chiese di poter dirigere egli stesso la prima esecuzione. Wood riconobbe il valore del pezzo ma anche la bravura di Sargent come direttore e lo invitò a dirigere il pezzo all'annuale festival estivo di Londra chiamato the Proms|Proms, che era diretto dallo stesso Wood.
Il risultato fu positivo e Sargent iniziò a collaborare in maniera continuata con Wood anche negli anni successivi. 
Negli anni venti Sargent diventò uno dei più noti direttori del Regno Unito. Iniziò a dirigere opere per la National Opera Company e per la D'Oyly Carte Opera Company sia al Prince's Theatre nel 1926 che nel ricostruito Savoy Theatre negli anni 1929-1930. 
Nel 1927, Sergej Djagilev assunse Sargent per dirigere i Balletti russi, alternandosi sul podio con Igor' Fëdorovič Stravinskij e Thomas Beecham. Nel 1928 divenne direttore della Royal Choral Society incarico da lui detenuto per circa quarant'anni fino alla sua morte.
Elizabeth Courtauld, moglie dell'industriale Samuel Courtauld, promosse una serie di concerti a far data dal 1929 affidandone la direzione a Sargent come direttore principale ma alla quale presero parte altri famosi direttori come Bruno Walter, Otto Klemperer e Stravinsky. I concerti Courtauld-Sargent, come poi vennero chiamati, ebbero come spettatori persone che non erano abituate ad andare ai concerti. Essi furono molto affollati e Sargent acquistò subito grande popolarità. Per l'esecuzione dei concerti fu proposta la London Symphony Orchestra, ma l'offerta venne rifiutata in quanto Sargent voleva sostituire alcuni strumentisti che considerava non adeguati. Da qui nacque l'idea, con Thomas Beecham, di fondare una nuova orchestra, la London Philharmonic.
In quegli anni Sargent sviluppò il repertorio immettendo nuove opere, ma vennero particolarmente notate le prestazioni nelle opere a carattere corale. Egli propose in particolare il Messiah di Handel eseguito con grandi cori e un'orchestra di oltre 100 elementi.
Nell'ottobre del 1932 Sargent fu colpito da un grave attacco di tubercolosi e per circa due anni fu costretto a disertare i podi. Nel 1936, diresse la sua prima opera al Covent Garden, la Luisa di Gustave Charpentier. Da allora non tornò al Covent Garden fino al 1954.
Sargent si dedicò a migliorare il settore dei fiati dell'orchestra che era il reparto più carente e riuscì a portarlo ad un livello di eccellenza. Successivamente ampliò il suo raggio d'azione intraprendendo un'attività di direttore ospite che lo portò in Australia e in Nuova Zelanda per ben tre volte negli anni 1936, 1938 e 1939. Era sul punto di accettare un ingaggio da parte dell'Australian Broadcasting Corporation, quando scoppiò la seconda guerra mondiale e Sargent decise di tornare in patria. Durante la guerra diresse la Hallé Orchestra a Manchester (1939-42) e la Royal Liverpool Philharmonic Orchestra (1942-48) e divenne un popolare direttore dell'orchestra della BBC. Egli contribuì a tenere alto il morale degli inglesi, nel corso del conflitto, portando le sue orchestre in giro per il paese con prezzi accessibili a tutti. In occasione di un raid aereo tedesco fu costretto ad interrompere l'esecuzione della Sinfonia n. 7 di Beethoven. Interruppe l'orchestra e calmò gli spettatori dicendo loro che erano al riparo all'interno della sala e riprese il concerto alla fine dell'incursione aerea. Dopo ebbe a dire che mai un'orchestra aveva suonato così bene e un uditorio era stato più attento.
Nel 1945, Arturo Toscanini invitò Sargent a dirigere la NBC Symphony Orchestra.

### The Proms e gli ultimi anni
Sargent venne insignito del titolo di cavaliere (Sir) per i suoi meriti artistici nel 1947. e si esibì in numerosi paesi del Commonwealth negli anni post guerra.
Fu direttore principale dei Proms dal 1948 fino alla sua morte nel 1967. Sargent propose molta musica corale oltre che opere popolari di autori come Bach, Sibelius, Dvořák, Berlioz, Rachmaninov, Rimskij-Korsakov, Richard Strauss e Kodály. Nel corso della sua direzione invitò prestigiosi direttori ospiti fra i quali Carlo Maria Giulini, Georg Solti, Leopold Stokowski, Rudolf Kempe, Pierre Boulez e Bernard Haitink.
Sargent compì due tournée in Sudamerica. Nel 1950 diresse a Buenos Aires, a Montevideo, a Rio de Janeiro e a Santiago del Cile. Nel 1952 toccò, oltre alle città già menzionate, anche Lima.
Quando la Royal Philharmonic Orchestra fu sul punto di chiudere dopo la morte di Beecham nel 1961, Sargent si adoperò per salvarla e per far questo la portò in tournée in Russia, Stati Uniti, Canada, Turchia, Israele, India, Giappone e Australia. A metà degli anni 60 la sua salute cominciò a deteriorarsi e fu operato per un tumore al pancreas nel luglio del 1967. Fece l'ultima apparizione sul podio all'Ultima notte dei Proms in settembre passando così il testimone al suo successore Colin Davis. Morì due settimane dopo all'età di 72 anni.